# Honda CL 250 S
De Honda CL 250 S was een motorfiets die Honda produceerde van 1982 tot 1984. 
De CL 250 S was de scrambler-uitvoering van de 250cc-eencilinder CB 250 RS, waarvan de motor, het frame en de zesversnellingsbak waren overgenomen. De CL 250 S werd voornamelijk voor de Amerikaanse markt geproduceerd, waar scramblers erg populair waren. De CL 250 S had ook alle kenmerken van een scrambler, zoals de swept back pipes en de noppenbanden. De productie begon in 1982 en werd al in 1984 beëindigd. De CL 250 S stamde af van de in 1981 geïntroduceerde Honda CT 250 S Silk Road, die vrijwel identiek was maar was bedoeld als "werkmotor" en die daarom was voorzien van een groot bagagerek in plaats van een duozadel. 